# Carl Uggla (politiker)
Carl Gustaf Uggla, född 14 juli 1808 i Svanskog, Värmlands län, död 26 februari 1879 i Svanskog, var en svensk bruksägare och riksdagsman.
Uggla var ägare till bruket Svaneholm i Svanskog. Han var i riksdagen ledamot av första kammaren och bevistade riksdagarna åren 1867–1871. Uggla var från 1839 gift med Emilie von Gerdten (1811–1894).